# 善光寺 (東京都北区)
善光寺（ぜんこうじ）は、東京都北区にある浄土宗の寺院。

## 歴史
1928年（昭和3年）、倉島大音によって開山された。倉島大音は長野県出身で、弁護士になるべく法政大学に入学していた。ところが大病を患ったため、故郷の病院に入院した。倉島大音は「病気が治ったら出家する」と長野の善光寺に願を掛けた。その甲斐あって治癒したため、善光寺との約束を果たすべく出家し、大正大学に入り直して、浄土宗の僧侶としての道を歩むことになった。
その後、当地にて寺院の開設を志したが、資金が無かったので、四季の絵を自分で描き、友人の俳句を添えた画軸を売って資金としたという。
そして善光寺から善光寺式阿弥陀三尊を賜って本尊とし、寺を開山した。寺号も「善光寺」とした。倉島大音は当寺を拠点に布教活動していたが、1936年（昭和11年）に45歳で死去した。その後も後継者によって善光寺信仰を伝え、現在に至っている。

## 交通アクセス
- 王子駅より徒歩15分。